# Los Cabos Open 2022
Los Cabos Open 2022 — тенісний турнір, що проходив на кортах з твердим покриттям у місті Кабо-Сан-Лукас, Мексика з 1 серпня. Належав до категорії ATP 250.

## Фінальна частина

### Одиночний розряд
Данило Медведєв —  Кемерон Норрі 7–5, 6–0

### Парний розряд
Вільям Блумберґ /  Міомір Кецмановіч —  Равен Класен /  Марсело Мело 6–0, 6–1